# 22 janvier 1886
Le vendredi 22 janvier 1886 est le 22e jour de l'année 1886.

## Naissances
- John J. Becker, compositeur américain († 21 janvier 1961).
- Piotr Boutchkine, peintre russe puis soviétique († 21 juin 1965).
- André Frey, aviateur français († 21 novembre 1912).
- Edna Gladney, militante américaine († 2 octobre 1961).
- Robert Hennet, escrimeur belge († 1930).
- Isabel Paterson, philosophe canado-américaine († 10 janvier 1961).

## Décès
- Onésime Joachim Troude, officier de marine français et historien de la marine nationale française (° 31 janvier 1807).

## Événements
- La source d'Alet-les-Bains, aux vertus avérées, est classée officiellement comme bien national par décret ministériel[1].